# Phidippus exlineae
Phidippus exlineae là một loài nhện trong họ Salticidae.
Loài này thuộc chi Phidippus. Phidippus exlineae được Lodovico di Caporiacco miêu tả năm 1955.